# Widekind von Wolfenbüttel
Widekind von Wolfenbüttel († um 1118) (auch Widukind, Widukindus) war der Erbauer der Wasserburg Wolfenbüttel und Begründer der Familie von Wolfenbüttel, Vorfahren der späteren Herren von der Asseburg auf Asseburg bei Wolfenbüttel. Erstmals urkundlich erwähnt wurden die „Herren von Wulferesbutle“ im Jahre 1118. Vorfahren von Widekind waren wiederum die Edlen und Grafen von Schladen, die bereits als Vögte von Wolfenbüttel/Wulferisbuttle Zugriff auf Wolfenbüttel hatten und auch unter dem Namen „Edle von Dorstadt“ auftraten.
Widekind, dessen Vorfahren edelfreier Herkunft waren, war Ministeriale unter dem brunonischen Markgrafen Ekbert II. von Meißen.
Die Wasserburg entstand an der Ansiedlung Wulferisbuttle an einer Furt über die Oker. Die Siedlung lag in den sumpfigen Okerauen an einem Handelsweg vom Rhein bis zur Elbe, den Kaufleute für ihre Reisen nutzten, ebenso wie pilgernde Mönche, die zwischen den Bistümern Halberstadt und Hildesheim wanderten. Die Festung sollte den Reisenden in unsicheren Zeiten Schutz bieten. Aus der Festung Wolfenbüttel ging die heutige Stadt Wolfenbüttel hervor.
Widekinds Sohn war Burchard I. von Wolfenbüttel (Vogt von Klein Heiningen). Sein Urenkel war Gunzelin von Wolfenbüttel. Durch familiäre Bande mit den Grafen von Peina erlangten späterhin die Wolfenbüttler den Grafenstand von Peine. Gleiche oder sehr ähnliche Wappen führten – neben den von der Asseburg – auch die stammesverwandten Familien der Herren von Bartensleben, von Apenburg, von Berwinkel (oder Bärwinkel) und die von Winterfeld.